# Tenga di Khwarazm
Il tenga è stata la moneta di Khwarazm emessa fino al 1873 e tra il 1918 ed il 1924. Era suddivisa in 10 falus. Il tenga fu sostituito nel 1873 dal rublo russo e nel 1924 dal rublo sovietico con un tasso di 1 rublo = 5 tenga.